# 北野良栄
北野 良栄（きたの よしはる、1983年10月13日 - ）は、石川県金沢市出身の元プロ野球選手（捕手、内野手）で、現在は日本競輪選手会茨城支部所属の競輪選手。日本競輪学校（当時。以下、競輪学校）第95期卒業。妻は同じく競輪選手（ガールズケイリン）の岩崎ゆみこ。

## 来歴

### プロ入り前
額レッドライオンズで野球を始める。星稜中学校1・3年生の時に全国制覇を経験。3年生の時は主将を務めていた。
星稜高等学校時代はその長打力で松井2世とも呼ばれ、高校通算本塁打37本塁打を記録した。2001年度ドラフト会議にて福岡ダイエーホークスから5位指名を受け、入団。

### プロ野球選手時代
なかなか一軍での出番はなく、出場機会を求めて外野などの守備につくことも多かった。2005年には内野手（一塁手）へコンバートされている。
川﨑宗則から「松井さんがゴジラなら、北野はメカゴジラだな！」という一言がきっかけで、「メカゴジラ」のあだ名で親しまれた。公式HPにも「ポジティブ北野のめかゴジ日記」として2004年から退団するまで日記を公開していた。
2006年10月3日、一軍での試合出場がないまま球団から戦力外通告を受け、引退。北野自身も「この成績では僕が監督でも首にしますよ」と納得の引退だった。この時松中信彦から「マネージャーとしてホークスに残らないか？」と誘われ一時は引き受けたが、その後再び今後の進路を熟慮した結果その誘いを断り、競輪選手を目指すことを決意する。なお、松中は2018年の「坂上忍の勝たせてあげたいTV」《日本テレビ系列》の企画で競輪選手としての北野を訪問している。

### 競輪選手時代
千葉所属の競輪選手である利根川勇の下で練習を重ね、2007年8月、競輪学校に第95期生として合格した。競輪学校での在校競走成績は61位（75名中）ながらも、95期卒業記念レースでは決勝戦に進出し9着となった。2008年10月17日に卒業し、2009年1月4日にはデビュー戦をホームバンクである千葉競輪場で迎え7着。初勝利は同年1月17日にいわき平競輪場で挙げている。
2015年3月27日付で愛知支部へ移籍したが、2025年1月10日付で茨城支部へ移籍した。
2025年2月9日、岩崎ゆみことの結婚が茨城支部のSNSで発表された。

## 詳細情報

### 年度別打撃成績
- 一軍公式戦出場なし

### 背番号
- 39 （2002年 - 2006年）